# Вовничі
Вовни́чі — село в Україні, у Бокіймівській сільській громаді Дубенського району Рівненської області. Населення становить 547 осіб - 2019 рік.

## Географія
Селом протікає річка Іква.

## Історія
У 1906 році село Княгининської волості Дубенського повіту Волинської губернії. Відстань від повітового міста 22 верст, від волості 10. Дворів 64, мешканців 559.
7 (20) листопада 1917 року, відповідно до Третього Універсалу Української Центральної Ради, увійшло до складу Української Народної Республіки.
До 2016 - центр однойменної сільської ради.
Від 2016 у складі Бокіймівської сільської громади.
12 червня 2020 року, відповідно до розпорядження Кабінету Міністрів України № 722-р від «Про визначення адміністративних центрів та затвердження територій територіальних громад Рівненської області», увійшло до складу Бокіймівської сільської громади.
19 липня 2020 року, в результаті адміністративно-територіальної реформи та ліквідації Млинівського району, село увійшло до складу Дубенського району.
У травні 2022 року парафіяни в селі проголосували за вихід з УПЦ МП і приєднання до ПЦУ.
У селі похований Іткалюк Юрій Герасимович, прапорщик Збройних сил України, учасник російсько-української війни.

## Населення

### Мова
Розподіл населення за рідною мовою за даними перепису 2001 року:
| Мова            | Кількість | Відсоток |
| --------------- | --------- | -------- |
| українська      | 630       | 99.52%   |
| російська       | 1         | 0.16%    |
| білоруська      | 1         | 0.16%    |
| інші/не вказали | 1         | 0.16%    |
| Усього          | 633       | 100%     |